# Porta San Donato (Lucca)
Porta San Donato è una porta delle mura di Lucca che guarda verso ovest.
È stata costituita tra il 1629 e il 1639 e fa parte della cerchia muraria rinascimentale. In origine era dotata di ponte levatoio. Sui lati superiori della porta sono posizionate due statue marmoree che rappresentano San Donato e San Paolino.
Porta San Donato è la porta sostitutiva dell'antica Porta San Donato risalente al 1590, ancora oggi presente all'interno delle Mura di Lucca in piazzale Verdi.